# Amblyjoppa fuscipennis
Amblyjoppa fuscipennis är en stekelart som först beskrevs av Wesmael 1845.  Amblyjoppa fuscipennis ingår i släktet Amblyjoppa och familjen brokparasitsteklar. Arten är reproducerande i Sverige. Utöver nominatformen finns också underarten A. f. nigriventris.